# Bronów (gromada w powiecie opoczyńskim)
Bronów – dawna gromada, czyli najmniejsza jednostka podziału terytorialnego Polskiej Rzeczypospolitej Ludowej w latach 1954–1972.
Gromady, z gromadzkimi radami narodowymi (GRN) jako organami władzy najniższego stopnia na wsi, funkcjonowały od reformy reorganizującej administrację wiejską przeprowadzonej jesienią 1954 do momentu ich zniesienia z dniem 1 stycznia 1973, tym samym wypierając organizację gminną w latach 1954–1972.
Gromadę Bronów z siedzibą GRN w Bronowie utworzono – jako jedną z 8759 gromad na obszarze Polski – w powiecie opoczyńskim w woj. kieleckim, na mocy uchwały nr 13g/54 WRN w Kielcach z dnia 29 września 1954. W skład jednostki weszły obszary dotychczasowych gromad: Bronów ze zniesionej gminy Topolice w powiecie opoczyńskim oraz Niemojowice i Paszkowice ze zniesionej gminy Sworzyce w powiecie koneckim. Dla gromady ustalono 9 członków gromadzkiej rady narodowej.
Gromada Bronów miała być zniesiona 1 stycznia 1958 przez włączenie jej obszaru do gromady Żarnów, lecz data wejścia w życie uchwały została zmieniona na 1 stycznia 1959 uchwałą Prezydium Wojewódzkiej Rady Narodowej w Kielcach Nr 439/58 z 18 listopada 1958.